# Цзинчжоу (район)
Цзинчжоу (кит. упр. 荆州, пиньинь Jīngzhōu) — район городского подчинения городского округа Цзинчжоу провинции Хубэй (КНР).

## История
Сам топоним «Цзинчжоу» имеет очень древнее происхождение: так называлась одна из девяти областей-чжоу, на которые, согласно легендам, Великий Юй разделил Поднебесную. 
В эпохи Вёсен и Осеней и Воюющих царств эти земли входили в состав царства Чу. В 689 году до н. э. чуский царь Вэнь перенёс сюда, в Ин, столицу царства, и она оставалась здесь в течение четырёх веков. В 278 году до н. э. Бай Ци (полководец царства Цинь) захватил Ин, и после присоединения к Цинь на этих землях был образован уезд Цзянлин.
Во времена императорского Китая несколько веков существовала Цзинчжоуская управа (荆州府), власти которой размещались в уезде Цзянлин; после Синьхайской революции в Китае была проведена реформа структуры административного деления, в результате которой управы были упразднены.
В 1949 году был создан Специальный район Цзинчжоу (荆州专区). В 1970 году Специальный район Цзинчжоу был переименован в Округ Цзинчжоу (荆州地区). 
В 1994 году решением Госсовета КНР округ Цзинчжоу был преобразован в городской округ Цзинша (荆沙市); при этом был расформирован входивший в его состав уезд Цзянлин, и на части бывшей его территории был образован район городского подчинения Цзинчжоу.
В 1996 году городской округ Цзинша был переименован в Цзинчжоу.
В 2016 году в городе была возведена одна из крупнейших в мире бронзовых статуй китайского военачальника и бога войны Гуань Юя.

## Административное деление
Район делится на 3 уличных комитета и 7 посёлков.